# Абгар, Диана
Диана Ованес Абгар (Абгарян) (в девичестве Гаянэ Анахит Агабек (Агабекян) (12 октября 1859 — 8 июля 1937) — армянская писательница, публицистка, дипломат. Первый посол Армении в Японии. Будучи назначенной дипломатическим представителем и Генеральным консулом Армении 21 июля 1920 года, стала первой в мире женщиной-послом (другие источники называют в этом качестве венгерку Розику Швиммер). Автор девяти книг о Геноциде армян.

## Биография
Диана Агабек (Агабекян) родилась 12 октября 1859 года в состоятельной семье в городе Рангун (ныне Янгон), столице Бирмы (ныне — Мьянма), входившей в состав Британской Индии. При рождении её нарекли именами Гаянэ и Анахит. Принадлежала к роду Агабекян, предки которых были депортированы кызылбашами в Персию из Джуги Нахичеванской в 1605 г. Её отец, Ованес Агабек, будучи ребёнком, переселился в Индию со своими родителями, а мать, Авет, была потомком Тадеоса Аветума — выходца из Шираза. В семье Диана была самым младшим — седьмым ребёнком. После переезда семьи в Калькутту девочку отдали на обучение в духовную семинарию, в которой она получила английское образование и изучила санскрит и хинди, а дома её обучали армянскому.
18 июня 1889 года в Гонконге Диана Агабек вышла замуж за купца Микаэля Абгара (Абгаряна), семья которого также эмигрировала из Персии в Индию. Один из его предков — Арутюн Абгар — основал в 1819 г. «Торговую Компанию Абгар» сначала в Бомбее, потом в Калькутте. Компания имела собственный флот, занималась торговлей шёлком, импортом и экспортом риса в Сингапур и Пенджаб.
Молодая семья обосновалась в Японии, в портовом городе Кобе на берегу Тихого океана. Там же они основали торговую компанию, а затем открыли гостиницу «Great Eastern». В Японии Диана Абгар начала писать, в 1882 г. был опубликован её первый роман «Сусанна», а несколькими годами позднее в свет вышел роман «Рассказы с родины» с описанием жизни японского народа. Здесь у них родились пятеро детей, из которых двое умерли в раннем возрасте.
После внезапной смерти своего супруга в 1906 г. Диана продолжила свою деятельность на литературном поприще, одновременно до совершеннолетия сына взяв на себя управление делами компании. В скором времени Диана Абгар с детьми переехала в самый оживлённый портовый город Японии — Йокогаму в тридцати километрах от Токио. Здесь, в районе Яматэ, они открыли большой торговый дом, который вёл торговлю с Китаем, США и Европой. Через несколько лет Диане предложили работу в протокольном отделе Министерства иностранных дел Японии. В скором времени она стала заметной фигурой в дипломатических кругах. 
Накануне Первой мировой войны и в военные годы Диана Абгар выступала с лекциями об армянском народе, писала статьи, сотрудничала с газетами Йокогамы «Джапан газет» и «Дальний Восток». Она одной из первых убедительно показала, что резня в Адане была организована и осуществлена конституционным правительством младотурок. Чтобы привлечь общественное мнение и подчёркнуть моральную обязанность стран мира спасти армянскую нацию, Диана Абгар писала о невыносимых условиях жизни армян в Османской империи.
Во втором десятилетии XX в. благодаря издательству «Джапан газет» в свет вышли ещё 8 книг Дианы Абгар на английском языке: «Правда о резне армян» (1910), «Армянский вопрос», «Армения, которую предали» (1910), «Своим именем» (1911), «Мир в Европе», «Проблема мира» (1912), «Мир и не мир» (1912), «Большое зло» (1914). Эти работы удостоились высокой оценки со стороны американских СМИ. Позже она опубликовала несколько статей, в числе которых внимания заслуживают «Ужасное проклятие», «О глупости имперской Европы» и «Распятая Армения». Кроме этих трудов она издала также роман «Одинокий крестоносец», работу «Империализм и закон», публиковала памфлеты и статьи в академических, политических и торговых периодических изданиях, а также ряд стихотворений в европейской и американской прессе. Её последний сборник назывался «Из книги тысячи и одной истории: рассказы об Армении и её народе. 1892–1922».
Абгар хотела, чтобы США выступили покровителем Армении, чего так и не случилось. Будучи патриоткой своего народа, она попыталась на деле быть полезной своим соотечественникам и Армении, где она никогда не была. Диана Абгар всячески помогала многочисленным армянским беженцам, которые через Сибирь и Японию стремились перебраться в США. Так, во Владивостоке после геноцида скопилось около 500 армян, которые с помощью армянской меценатки большей частью переправились через океан в Америку.

Один из современников писал об Абгар: 
Её торговая компания была приспособлена ею под офис дипломатической миссии для армянских беженцев, а её дом – под временное пристанище для них. По её поручительству как японские власти, так и европейские консулы выдавали армянским беженцам пропуски. У местной полиции одно её слово стоило больше, чем какой-либо официальный документ. В случае каких-либо недоразумений с армянами обращались к госпоже Абгар, и она своим словом, нравственным воздействием, материальными средствами поддерживала оказавшихся в этих краях армян и отправляла их в нужном направлении. На Дальнем Востоке госпожа Абгар стала персоной, которая помогала любому армянину, оказавшемуся в трудном положении, не знающему ни языка, ни местных обычаев. Она оказывала армянам так много материального содействия, что вызвала тем самым серьёзное беспокойство своих детей. Очень часто представители американских и английских властей под поручительство госпожи Абгар выдавали армянам пособия для того, чтобы они смогли добраться до Америки или Англии. Часто по просьбе госпожи Абгар пароходные компании предоставляли армянам билеты с большими скидками.
Когда 28 мая 1918 года Армения возродила свою независимость, никто не поспешил её признать. Лишь в 1920 году благодаря усилиям Дианы Абгар Япония стала первой страной, которая официально признала независимость первой Армянской республики. Благодаря своим умелым действиям и огромному объёму проделанной работы, 21 июля 1920 года Диана Абгар была назначена дипломатическим представителем и Генеральным консулом Республики Армения на Дальнем Востоке. В письме, датированном 22 июля этого же года, подписанном министром иностранных дел Республики Амо Оганджаняном, информация о назначении сопровождалась надписью «чтобы защищать интересы недавно рождённой Родины и смягчать условия жизни наших соотечественников…» Таким образом, она стала первой в мире женщиной, занявшей дипломатическую должность. Новый статус Диане Абгар дал больше возможностей в высокой среде правительственных кругов Японии, что существенно облегчило её работу от имени армянских беженцев.
Пытаясь помочь своей исторической родине и её народу, она вела активную деятельность, одновременно переписываясь с несколькими политиками и правозащитниками. Среди тех, с кем велась постоянная переписка, значились американские президент Вудро Вильсон, Государственный секретарь Роберт Лансинг, заместитель секретаря Вильям Филлипс, президент гуманитарной организации Джеймс Л. Бартон, члены международного конгресса мира Артур Симондс и Давид Джордан, а также другие известные люди. 

Абгар была набожной женщиной, читала Библию и пела церковные песнопения. В 1920 г. она написала главе армянской Апостольской Церкви в США письмо, в котором она сообщала, как жила на отдалённой земле в течение 29 лет и как жаждала вступить на порог церкви. По её словам, она не нашла какую-нибудь другую церковь с таким же динамическим духом, как армянская церковь, и с такими же молитвами, которые успокаивали бы душу и возвеличивали дух. 
«Я не знаю, настанет ли день, когда я буду достойна войти, ещё раз, в мою церковь и буду участвовать в Святой Мессе, смогу услышать, ещё раз, те молитвы, которые будут содрогать мою душу». 
Католикос всех армян Геворг, оценив по достоинству деятельность Дианы Абгар, в 1926 г. удостоил её особого указа. В течение всей своей жизни Диана Абгар была последовательницей Армянской Апостольской церкви, до конца своей жизни поддерживала связь с Эчмиадзином.
В возрасте 67-ми лет у Дианы начались проблемы со зрением и слухом, появился артрит. Диана Абгар скончалась 8 июля 1937 г. в Йокогаме, похоронена там же на кладбище для иностранцев рядом со своим мужем. На данный момент могила Абгар находится под патронажем Общества армяно-японской дружбы в Токио.
В 1938 году её сыновья эмигрировали в США, взяв с собой все письма и рукописи своей матери.

## Память
19 февраля 2008 года на Ереванском кинофестивале был представлен 20-минутный фильм армянского режиссёра Марьям Оганян «Женщины и политика», в котором в частности говорилось и о Диане Абгар

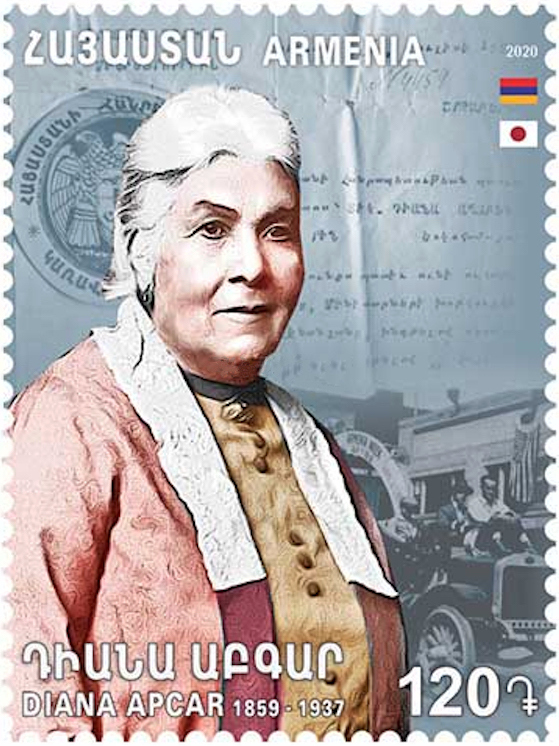
Диана Абгар на почтовой марке Армении, 2020

В декабре 2008 года в честь 150-летия со дня рождения Дианы Абгар в Бостоне состоялся литературный вечер, в ходе которого был представлен сборник Дианы Абгар на английском «Тысяча рассказов», изданный её внучкой Люсиль Абгар.

## Произведения
1. «Сусанна»
2. «Правда о резне армян»
3. «Армянский вопрос»
4. «Армения, которую предали»
5. «Своим именем»
6. «Мир в Европе»
7. «Проблема мира»
8. «Мир и не мир»
9. «Большое зло»
10. «Ужасное проклятие»
11. «О глупости имперской Европы»
12. «Распятая Армения»
13. «Одинокий крестоносец»
14. «Империализм и закон»
15. «Из книги тысячи и одной истории: рассказы об Армении и её народе. 1892—1922»